# Wembley Arena
De Wembley Arena is een indoor arena en ligt tegenover het Wembley Stadium. De arena is in 1934 als zwembad gebouwd voor de Gemenebestspelen en werd Empire Pool genoemd. Na de Olympische Spelen van 1948 is het zwembad gedempt en de arena hernoemd tot Wembley Arena. Tot 1978 werd echter de voormalige naam gebruikt. De Arena werd en wordt gebruikt voor veel sportevenementen, onder andere belangrijke boks-, ijshockey- en worstelwedstrijden. Tevens vond tot en met 2012 jaarlijks de finale van de Masters (snooker) plaats. Daarnaast is de Wembley Arena een aantal jaren gebruikt voor de Premier League Darts. Hier werden tot 2012 de play-offs gespeeld van dit toernooi. Deze worden vanaf dat jaar gespeeld in de O₂ Arena.
Tijdens de Olympische Zomerspelen 2012 werden hier badminton en ritmische gymnastiek gehouden.
Artiesten die hier opgetreden hebben, zijn onder andere Jean Michel Jarre, Foo Fighters,  Alter Bridge, Demi Lovato, Shakira, Beyoncé, Pink, Muse, Pink Floyd, David Bowie, The Corrs, Guns N' Roses, Meat Loaf, Kylie Minogue, Madonna, The Beatles, Britney Spears, Coldplay, Dire Straits, Tina Turner, McFly, Nightwish en Queen. Hier vond ook de première plaats van de film Bohemian Rhapsody over Queen.
Wembley Arena biedt plaats aan 12500 bezoekers.